# Злакові молі-мінери
Злакові молі-мінери (Elachistidae) — родина лускокрилих комах надродини Gelechioidea.

## Поширення
Представники родини поширені на всіх континентах, крім Антарктиди.

## Опис
Дрібні молі, з розмахом крил 7-12 мм. Вони мають струнке тіло і вузькі крила. Передні крила мають від 10 до 12 жилок. Задні крила мають п'ять-дев'ять жилок. Забарлення крил біле, коричневе, сіре або рябе. Ниткоподібні вусики у обох статей середні та довгі, досягають максимум 80% довжини переднього крила.

## Спосіб життя
Молі живуть близько до землі на рослинах і кущах. Можна швидко бігати. Гусениці мінують листя трав'янистих рослин, переважно, з родин ситникові, осокові і тонконогові. Лише деякі види живуть у стеблах. Заляльковування відбувається або на землі, або на рослині.

## Роди
Підродина Agonoxeninae
- Agonoxena
- Asymphorodes
- Cladobrostis
- Diacholotis
- Gnamptonoma
- Helcanthica
- Ischnopsis
- Nanodacna
- Nicanthes
- Pammeces
- Pauroptila
- Porotica
- Proterocosma

Підродина Elachistinae
- Araucarivora
- Aristoptila
- Atmozostis
- Atrinia
- Calamograptis
- Cryphioxena
- Elachista
- Elachistites
- Elachistoides
- Eretmograptis
- Eupneusta
- Gautengia
- Illantis
- Kumia
- Kuznetzoviana
- Mendezia
- Microperittia
- Microplitica
- Mylocrita
- Myrrhinitis
- Ogmograptis
- Palaeoelachista
- Paraperittia
- Perittia
- Perittoides
- Petrochroa
- Phaneroctena
- Phthinostoma
- Polymetis
- Praemendesia
- Proterochyta
- Stephensia
- Svenssonia
- Symphoristis
- Urodeta

Підродина Parametriotinae
- Araucarivora Hodges, 1997
- Auxotricha Meyrick, 1931
- Blastodacna Wocke in Heinemann & Wocke, 1876
- Chrysoclista Stainton, 1854
- Coracistis Meyrick, 1897
- Dystebenna Spuler, 1910
- Glaucacna Forbes, 1931
- Haplochrois Meyrick, 1897
- Heinemannia Wocke in Heinemann & Wocke, 1876
- Homoeoprepes Walsingham, 1909
- Microcolona Meyrick, 1897
- Pammeces Zeller, 1863
- Spuleria Hofmann, 1898
- Tocasta Busck, 1912
- Zaratha Walker, 1864

Викопні роди
- Elachistites Kozlov, 1987
- Microperittia Kozlov, 1987
- Palaeoelachista Kozlov, 1987
- Praemendesia Kozlov, 1987